# Enrique Serrano (escritor)
Enrique Serrano López es un escritor colombiano nacido en Barrancabermeja, en el departamento de Santander en 1960. Es también comunicador y filósofo de la Pontificia Universidad Javeriana, y profesor e investigador de la Universidad del Rosario. Ganador, en 1996, del Premio Juan Rulfo que otorga Radio Francia Internacional. Publicó su primer libro, La marca de España, en 1997. Esta obra, que fue editada en España por Editorial Destino y en México y Argentina por Planeta, ha recibido elogiosos comentarios por parte de importantes personalidades como Gabriel García Márquez, Álvaro Mutis y Alfonso López Michelsen.
Como Director del Archivo General de Colombia, estuvo envuelto en un escándalo en marzo de 2021, en el cual se asegura que iba a publicar un libro autobiográfico de la esposa del Presidente de Colombia (2018-2022), Iván Duque Márquez, la señora María Juliana Ruiz.

## Obra publicada
Cuento
- La marca de España, 1997
- De parte de Dios, 2000

Novela
- Tamerlán, 2003
- Donde no te conozcan, 2007
- El hombre de diamante, 2008
- La diosa mortal, 2014
- Guerras ajenas, 2019

Ensayo
- ¿Por qué fracasa Colombia?, 2016
- Colombia: historia de un olvido, 2018